# Maarja-Liis Ilus
Maarja-Liis Ilus, conosciuta anche più semplicemente come Maarja (Tallinn, 24 dicembre 1980), è una cantante estone.

## Biografia
Ha vinto per 2 volte consecutivamente l'Eurolaul, la prima nel 1996 con la canzone Kaelakee hääl cantata insieme ad Ivo Linna, e nel 1997 da sola con la canzone Keelatud maa. Ha rappresentato due volte l'Estonia all'Eurovision, terminando in 5ª e 8ª posizione. Ciò le ha permesso di ottenere un considerevole airplay in numerosi paesi europei, come Germania, Svezia, Norvegia e Danimarca, diventando naturalmente molto popolare nella stessa Estonia.

## Discografia

### Album in studio
- 1996 – Maarja-Liis
- 1998 – First In Line
- 1998 – Kaua Veel
- 1998 – First In Line solo in Giappone
- 1998 – Heart solo in Giappone
- 2000 – City Life
- 2005 – Look Around
- 2006 – Läbi jäätunud klaasi (con Rein Rannap)
- 2009 – Jõuluingel
- 2012 – Kuldne Põld

### Singoli
- First in Line (1996)
- Hold Onto Love (1998)
- Hold Onto Love (1998) solo in Giappone
- All the Love You Needed (2001)
- He Is Always On My Mind (2003)
- Tulilinnud (2015)
- Nii sind ootan (2015)